# José Luís Alves Feijó
José Luís Alves Feijó, O.SS.T. (Freixo de Espada à Cinta, 8 de janeiro de 1816 - Bragança, 7 de novembro de 1874) foi um par do reino, conselheiro de Sua Majestade, político e prelado português da Igreja Católica, bispo de Bragança e Miranda.

## Biografia
Entrou muito novo na Ordem da Santíssima Trindade, em Miranda do Douro, onde seria ordenado padre em 22 de dezembro de 1838. Com a expulsão das ordens religiosas de Portugal, formou-se em Direito na Universidade de Coimbra e foi exercer a advocacia na sua terra natal. Em 1851, estabeleceu residência em Bragança, quando já era conhecido como orador sacro.
Abrindo o seminário de Bragança em 1852, o vigário capitular, João Pereira do Amaral e Pimentel, deu-lhe uma cadeira de ciências eclesiásticas. Foi governador do bispado, vigário capitular, tesoureiro-mor e chantre da Sé de Bragança. Em 27 de março de 1861, foi eleito deputado da Câmara dos Deputados e, em 21 de novembro de 1862, nomeado vice-reitor do seminário de Bragança.
Em 30 de julho de 1863, foi apresentado pelo rei Luís I como bispo de Macau. Contudo, não chegou a ser confirmado no cargo, provavelmente por conta das questões do Padroado português no Oriente e sua dificuldade com os missionários locais.
Foi então nomeado como bispo de Santiago de Cabo Verde em 26 de julho de 1865, sendo seu nome confirmado em 25 de setembro e, em 12 de novembro, foi consagrado na Igreja de São Domingos de Lisboa por Dom Innocenzo Ferrieri, núncio apostólico em Portugal, coadjuvado por Dom João de França Castro e Moura, C.M., bispo do Porto e por Dom Sebastião da Anunciação Gomes de Lemos, O.C.D., comissário-geral da Bula da Cruzada.
Expediu uma pastoral em 24 de fevereiro de 1866 e, em dezembro desse ano, partiu para a Sé. No ano seguinte, retornou para Portugal, por conta de sua saúde. Em 1869, foi a Roma, tomar parte do Concílio Vaticano I. Quando retornou do Concílio, foi proposto para a Diocese de Angra, mas não chegou a ser confirmado.
Em 20 de julho de 1870, teve seu nome eleito para bispo de Bragança e Miranda, sendo seu nome confirmado em 5 de maio de 1871 e fazendo sua entrada solene na Sé em 29 de outubro. Em 28 de julho desse mesmo ano, tinha tomado assento na Câmara dos Deputados.
Morreu em 7 de novembro de 1874, em Bragança.

## Obras
Dom José Luís Alves Feijó escreveu as seguintes obras:
- Feijó, José Luís Alves (1866). Carta pastoral que dirige de Lisboa Dom José Luiz Alves Feijó, Bispo de Cabo Verde, ao Cabido, ao clero, e povo da sua diocese, para saudal-os, e avisal-os da sua preconisão, sagração, e de sua proxima partida para o meio d'elles. Lisboa: Typographia de José Baptista Morando. 16 páginas
- Feijó, José Luís Alves (1873). Pastoral ao clero e fiéis da sua diocese. Bragança: Typographia Universal de Thomás Quintino Antunes. 31 páginas